# Republic F-84 Thunderjet
Republic F-84 Thunderjet (kodno ime JRV: L-10) je transonični reaktivni lovski bombnik, ki je prvič poletel kmalu po koncu druge svetovne vojne. Letalo ni bilo nadzvočno, saj je imelo še ravna krila in konvencionalne repne površine, kar mu je omogočalo maksimalno neprekoračljivo hitrost 0.82 Mach pri 0.83 Mach (7 mph hitreje) pa je letalo padlo v resonanco udarnega vala in se je pojavil moment dvigovanja nosa. Letalo je bilo prvo opremljeno s sistemov za točenje goriva v zraku in prvi lovec, ki je nosil taktično nuklearno orožje (jedrska bomba Mark 7). Je najpomembnejši ameriški lovski bombnik korejske vojne. Zgradili so 7524 letal, kar ga v uvršča med najbolj proizvajane reaktivne lovce. Na njegovi osnovi je razvita verzija s puščičastimi krili F-84F Thunderstreak in izvidniška verzija RF-84F Thunderflash. 
Med korejsko vojno so F-84 izvedli 86.408 bojnih misij, odvrgli so 50.427 ton bomb in 6.129 ton napalma. Po trditvah USAF so F-84 uničili 60 % vseh zemeljskih tarč in sestrelili osem lovcev MiG-15. So pa med vojno izgubili 335 letal F-84. 
Jugoslovanske zračne sile so imele v uporabi 231 letal Republic F-84G med leti 1953 in 1974, bazirani so bili tudi na letališču Cerklje ob Krki.

## Specifikacije (F-84G Thunderjet)
Podatki iz Encyclopedia of US Air Force Aircraft and Missile Systems & F84G Handbook
Splošne karakteristike
- Posadka: 1
- Dolžina: 38 ft 1 in (11,60 m)
- Razpon kril: 36 ft 5 in (11,10 m)
- Višina: 12 ft 7 in (3,84 m)
- Površina kril: 260 ft² (24 m²)
- Aeroprofil: Republic R-4,45-1512-.9 (12%)
- Teža praznega letala: 11470 lb (5200 kg)
- Naložena teža: 18080 lb (8200 kg)
- Uporaben tovor: 23340 lb (10590 kg)
- Load Factor:+7.33G, -3G oz. +5G,-2G z bombami ali odvržnimi rezervoarji

 Zmogljivost 
- Neprekoračljiva hitrost: 0.82 Mach
- Maks. hitrost: 622 mph (1,001 km/h) 541 kn
- Potovalna hitrost: 475 mph (413 vozlov, 770 km/h)
- Hitrost porušitve vzgona: 175 mph () landing confinguration 130 mph
- Doseg: 1000 milj (870 nmi, 1600 km)
- Največji doseg: 2000 milj (1700 nmi, 3200 km) z zunanjimi rezervoarji
- Višina leta: 40500 ft (12350 m)
- Hitrost vzpenjanja: 3765 ft/min (19,1 m/s)
- Obremenitev kril: 70 lb/ft² (342 kg/m²)
- Max hitrost z zračno zavoro: 500 mph
- Max hitrost za odmetavanje 230 US Gal rezervoarjev: 325 mph
- Max hitrost z odprtimi vratci za tankanje v zraku: 280 mph
- Max hitrost za odmetavanje goriva v zraku: 220 mph
- Max hitrost zakrilc: 220 mph (354 km/h)
- Max hitrost premikanja koles: 200 mph (322 km/h)
- Pristajalna hitrost: 150 mph (241 km/h)

Oborožitev

Letalska elektronika

- A-1CM ali A-4 namerilnik,  APG-30 ali MK-18 radar